# 空手の型一覧
空手の型の一覧（からてのかたのいちらん）は空手道における型の一覧である。
現在では「型」ではなく「形」と表記する流派が一般的であるが、「型」と表記する流派も存在する。なお、流派によって採用されている型（形）が異なる。
| あ行 | あ | い | う | え | お |  | は行 | は | ひ | ふ | へ | ほ |
| か行 | か | き | く | け | こ |  | ま行 | ま | み | む | め | も |
| さ行 | さ | し | す | せ | そ |  | や行 | や |    | ゆ |    | よ |
| た行 | た | ち | つ | て | と |  | ら行 | ら | り | る | れ | ろ |
| な行 | な | に | ぬ | ね | の |  | わ行 | わ |    | を |    | ん |

## あ
- アオヤギ（青柳）
- アーナン　（安南）
- アーナンダイ　（安南大）
- アーナンコー（安南公）
- アーナンクー（南光、阿南君、安南空）

## う
- ウーセーシー小	（五十四歩小、ゴジュウシホ小）
- ウーセーシー大	（五十四歩大、ゴジュウシホ大）
- ウンスー	（雲手、ウンシュ）

## え
- エンピ	（燕飛、汪輯、腕秀、ワンシュー）

## お
- オーハン
- オーハンダイ（大）
- オウドウ（王道）

## か
- 鶴破第一（カクハダイイチ）
- 鶴破第二（カクハダイ二)
- 岩鶴（ガンカク、鎮東、鎮闘、チントウ、チントー）
- 岩鶴小（ガンカク小、鎮東）
- 観空小（カンクウ小、公相君、クーシャンクー、クウサンクー）
- 観空大（カンクウ大、公相君、クーシャンクー、クウサンクー
- 完周（カンシュウ）
- 完子和（カンシワ）
- 完戦（カンチン）

## く
- クーサンクー小（観空小、カンクウ小）
- クーサンクー大（公相君、クーシャンクー、観空大、カンクウ大）
- クーサンクー（公相君、クーシャンクー）
- クーシャンクー（公相君）
- 公相君（クーシャンクー）
- 空巻（十二支）
- クルルンハー（来留破、久留頓破、クルルンファ）
- クルルンファ（久留頓破、来留破、クルルンハー、クルウンファー）

## こ
- ゴジュウシホ（五十四歩、ウーセーシー）
- コウボウイチ
- コウブケン（考武拳）
- コリュウバッサイ（古流抜塞）

## さ
- サイファ（砕破）
- サンセーリュウ	（三十六）
- サンセール（三十六手）
- サンチン（三戦）
- サンサイ（三才）

## し
- ジイン（慈陰）
- ジオン（慈恩）
- シソウチン（四向戦、シンソチン、シソーチン）
- ジッテ（十手）
- シュジャク（朱雀）
- ショーイン(松蔭)
- ショウヘイ（昭平）
- シンパー(心波)
- ジュウロク(十六)
- シホウコウソウクン（四方公相君、シホウクーシャンクー、シホウクーサンクー）
- シホハッポノテ（志法破法の手）
- シホミヨノテ（志法みよの手）
- シマブクパッサイ（島袋パッサイ）

## す
- スーパーリンペイ	（壱百零八手、スーパーリンペー、ベッチューリン、百八歩）
- スンスウ

## せ
- セイエンチン（制引戦、征遠鎮、セイユンチン）
- セイサン（十三手）
- セイリュウ（青龍）
- セーサン（半月、十三、セイシャン、ハンゲツ）
- セーチン（十戦）
- セーパイ（十八手）
- セーリュウ（十六）
- セイリュー（青柳）
- セール	（松風）

## そ
- ソーチン	（壮鎮）
- そくぎたいきょく

## た
- 太極初段
- 太極二段
- 太極上段
- 太極中段
- 太極下段
- 太極掛け受け
- 太極回し受け
- 体裁き初段
- 体裁き二段
- 体裁き三段

## ち
- 地巻（十二支）
- チバナクーサンクー（知花公相君、チバナクーシャンクー）
- チンテ（珍手、チンティー）
- チントウ（鎮東、鎮闘、チントー、岩鶴、ガンカク）
- チャタンヤラクーサンクー（北谷屋良公相君、北谷屋良の公相君、チャタンヤラノクーサンクー）

## て
- テンショー（テンショウ、転掌、六機手）
- 転掌(テンショウ、テンショー）
- 天地（テンチ）

## な
- ナイファンチ初段（内歩進、内範置、内畔置、ナイハンチ、鉄騎、テッキ）
- ナイファンチ二段 （内歩進、内範置、内畔置、ナイハンチ、鉄騎、テッキ）
- ナイファンチ三段（内歩進、内範置、内畔置、ナイハンチ、鉄騎、テッキ）

## に
- ニーセーシ（二十四歩、ニジュウシホ）
- ニーパイポ（二十八歩、ニジュウハッポ）

## は
- 白鶴
- 白虎
- 白龍
- ハヲフウ（鶴虎）
- ハブディ（波布手、ハブ手）
- パープーレン（八歩連）
- パーチュー
- パイケン（南拳）
- パイクー　(白虎)
- バッサイ　（抜塞、抜砦、パッサイ）
- バッサイ小（抜塞小、抜砦小、パッサイ小）
- バッサイ大（抜塞大、抜砦大、パッサイ大）
- パッサイ　(抜塞、抜砦、バッサイ）

## ひ
- ヒャッコ（白虎）
- ピンアン初段	（平安、ヘイアン）
- ピンアン二段（平安、ヘイアン）
- ピンアン三段（平安、ヘイアン）
- ピンアン四段（平安、ヘイアン）
- ピンアン五段（平安、ヘイアン）

## ふ
フーハヲチュン（虎鶴拳）
- 普及型Ⅰ
- 普及型Ⅱ

## へ
- ヘイクー(黒虎)

## ろ
- ローハイ（鷺牌、明鏡、メイキョー）
- ローハイ初段
- ローハイ二段
- ローハイ三段
- ロクケンクウ（録拳空）

## わ
- ワンカン（王冠）
- ワンクワン（王冠）
- ワンシュウ（汪輯、汪楫、腕秀、ワンシュー、ワンスー、燕飛、エンピ）